# Tour des Alpes-Maritimes 2024
Il Tour des Alpes-Maritimes 2024, cinquantaseiesima edizione della corsa, valida come prova dell'UCI Europe Tour 2024 categoria 2.1, si svolse in due tappe dal 17 al 18 febbraio 2024 su un percorso totale di 297,3 km con partenza da Levens e arrivo a Vence, in Francia. 
La vittoria fu appannaggio del francese Benoît Cosnefroy, il quale completò il percorso in 7h09'12", alla media di 40,815 km/h, precedendo l'italiano Vincenzo Albanese ed il connazionale Aurélien Paret-Peintre.
Sul traguardo di Vence 92 ciclisti, sui 110 partiti da Levens, portarono a termine la competizione.

## Tappe
| Tappa  | Data        | Percorso                     | km    | Vincitore di tappa | Leader cl. generale |
| ------ | ----------- | ---------------------------- | ----- | ------------------ | ------------------- |
| 1ª     | 17 febbraio | Levens > Antibes             | 165,5 | Ethan Vernon       | Ethan Vernon        |
| 2ª     | 18 febbraio | Villefranche-sur-Mer > Vence | 131,8 | Benoît Cosnefroy   | Benoît Cosnefroy    |
| Totale | Totale      | Totale                       | 297,3 |                    |                     |

## Squadre e corridori partecipanti
| N.    | Cod. | Squadra                         |
| ----- | ---- | ------------------------------- |
| 1-7   | ARK  | Arkéa-B&B Hotels                |
| 11-17 | IPT  | Israel-Premier Tech             |
| 21-27 | GFC  | Groupama-FDJ                    |
| 31-37 | COF  | Cofidis                         |
| 41-46 | DSM  | Team DSM-Firmenich PostNL       |
| 51-57 | LDD  | Lotto Dstny Development Team    |
| 61-67 | DAT  | Decathlon AG2R La Mondiale Team |
| 71-77 | UXM  | Uno-X Mobility                  |

| N.      | Cod. | Squadra                    |
| ------- | ---- | -------------------------- |
| 81-87   | LTF  | Lidl-Trek Future Racing    |
| 91-97   | COR  | Corratec Vini Fantini      |
| 101-107 | BWB  | Bingoal WB                 |
| 111-117 | NMC  | Nice Métropole Côte d'Azur |
| 121-126 | VRR  | Van Rysel-Roubaix          |
| 131-137 | TEN  | TotalEnergies              |
| 141-147 | AUB  | St Michel-Mavic-Auber93    |
| 151-157 | UCN  | CIC U Nantes Atlantique    |

## Dettagli delle tappe

### 1ª tappa
- 17 febbraio: Levens > Antibes – 165,5 km

Risultati
| Pos. | Corridore         | Squadra | Tempo    |
| ---- | ----------------- | ------- | -------- |
| 1    | Ethan Vernon      | Israel  | 3h55'37" |
| 2    | Sean Flynn        | DSM     | s.t.     |
| 3    | Vincenzo Albanese | Arkéa   | s.t.     |

| Pos. | Corridore         | Squadra | Tempo    |
| ---- | ----------------- | ------- | -------- |
| 1    | Ethan Vernon      | Israel  | 3h55'37" |
| 2    | Sean Flynn        | DSM     | a 4"     |
| 3    | Vincenzo Albanese | Arkéa   | a 6"     |

### 2ª tappa
- 18 febbraio: Villefranche-sur-Mer > Vence – 131,8 km

Risultati
| Pos. | Corridore         | Squadra   | Tempo    |
| ---- | ----------------- | --------- | -------- |
| 1    | Benoît Cosnefroy  | Decathlon | 3h13'45" |
| 2    | A. Paret-Peintre  | Decathlon | s.t.     |
| 3    | Vincenzo Albanese | Arkéa     | s.t.     |

| Pos. | Corridore         | Squadra   | Tempo    |
| ---- | ----------------- | --------- | -------- |
| 1    | Benoît Cosnefroy  | Decathlon | 7h09'12" |
| 2    | Vincenzo Albanese | Arkéa     | a 2"     |
| 3    | A. Paret-Peintre  | Decathlon | a 3"     |

## Evoluzione delle classifiche
| Tappa              | Vincitore          | Classifica generale Maglia gialla | Classifica a punti Maglia verde | Classifica scalatori Maglia rossa | Classifica giovani Maglia bianca | Classifica a squadre       |
| ------------------ | ------------------ | --------------------------------- | ------------------------------- | --------------------------------- | -------------------------------- | -------------------------- |
| 1ª                 | Ethan Vernon       | Ethan Vernon                      | Ethan Vernon                    | Jordan Labrosse                   | Ethan Vernon                     | Decathlon AG2R La Mondiale |
| 2ª                 | Benoît Cosnefroy   | Benoît Cosnefroy                  | Benoît Cosnefroy                | Mattéo Vercher                    | Bastien Tronchon                 | Decathlon AG2R La Mondiale |
| Classifiche finali | Classifiche finali | Benoît Cosnefroy                  | Benoît Cosnefroy                | Mattéo Vercher                    | Bastien Tronchon                 | Decathlon AG2R La Mondiale |

Maglie indossate da altri ciclisti in caso di due o più maglie vinte
- Nella 2ª tappa Sean Flynn ha indossato la maglia verde al posto di Ethan Vernon e Kevin  Vermaerke ha indossato quella bianca al posto di Ethan Vernon.

## Classifiche finali

### Classifica generale
| Pos. | Corridore          | Squadra   | Tempo    |
| ---- | ------------------ | --------- | -------- |
| 1    | Benoît Cosnefroy   | Decathlon | 7h09'12" |
| 2    | Vincenzo Albanese  | Arkéa     | a 2"     |
| 3    | A. Paret-Peintre   | Decathlon | a 3"     |
| 4    | Alexandre Delettre | St Michel | a 10"    |
| 5    | Bastien Tronchon   | Decathlon | s.t.     |
| 6    | Kevin Vermaerke    | DSM       | s.t.     |
| 7    | Romain Grégoire    | Groupama  | s.t.     |
| 8    | Guillaume Martin   | Cofidis   | s.t.     |
| 9    | Quentin Pacher     | Groupama  | s.t.     |
| 10   | Michael Woods      | Israel    | s.t.     |

### Classifica a punti - Maglia verde
| Pos. | Corridore         | Squadra   | Punti |
| ---- | ----------------- | --------- | ----- |
| 1    | Benoît Cosnefroy  | Decathlon | 20    |
| 2    | Ethan Vernon      | Israel    | 20    |
| 3    | Vincenzo Albanese | Arkéa     | 16    |
| 4    | A. Paret-Peintre  | Decathlon | 14    |
| 5    | Sean Flynn        | DSM       | 12    |

### Classifica scalatori - Maglia rossa
| Pos. | Corridore          | Squadra       | Punti |
| ---- | ------------------ | ------------- | ----- |
| 1    | Mattéo Vercher     | TotalEnergies | 23    |
| 2    | Melvin Crommelinck | Nice Métr.    | 18    |
| 3    | Axel Narbonne      | Nice Métr.    | 17    |
| 4    | Jordan Labrosse    | Decathlon     | 16    |
| 5    | Maxime Jarnet      | Van Rysel     | 14    |

### Classifica giovani - Maglia bianca
| Pos. | Corridore        | Squadra   | Tempo    |
| ---- | ---------------- | --------- | -------- |
| 1    | Bastien Tronchon | Decathlon | 7h09'22" |
| 2    | Kevin Vermaerke  | DSM       | s.t.     |
| 3    | Romain Grégoire  | Groupama  | s.t.     |
| 4    | Louis Barré      | Arkéa     | a 4"     |
| 5    | Ewen Costiou     | Arkéa     | s.t.     |

### Classifica a squadre
| Pos. | Squadra                    | Tempo     |
| ---- | -------------------------- | --------- |
| 1    | Decathlon AG2R La Mondiale | 21h28'06" |
| 2    | Groupama-FDJ               | s.t.      |
| 3    | Cofidis                    | a 14"     |
| 4    | Arkéa-B&B Hotels           | s.t.      |
| 5    | TotalEnergies              | a 1'12"   |